# Numbakulla srilankensis
Numbakulla srilankensis is een naaldkreeftjessoort uit de familie van de Numbakullidae. De wetenschappelijke naam van de soort is voor het eerst geldig gepubliceerd in 2006 door Gutu.